# Parahya submersa
Famille
Genre
Espèce
Synonymes
- Obisium submersum Bristowe, 1931
- Parahya pacifica Beier, 1957

Parahya submersa, unique représentant du genre Parahya et de la famille des Parahyidae, est une espèce de pseudoscorpions.

## Distribution
Cette espèce se rencontre à Singapour, en Indonésie, en Australie, en Nouvelle-Calédonie et aux États fédérés de Micronésie.

## Habitat
Cette espèce se rencontre sur le littoral.

## Description
Le mâle décrit par Beier en 1957 mesure 2,1 mm.

## Systématique et taxinomie
Cette espèce a été décrite sous le protonyme Obisium submersum par Bristowe en 1931. Elle est placée dans le genre Parahya par Harvey en 1991 qui dans le même temps place Parahya pacifica en synonymie.

## Publications originales
- Bristowe, 1931 : Notes on the biology of spiders. IV. Further notes on aquatic spiders, with a description of a new species of pseudoscorpion from Singapore. Annals and Magazine of Natural History, sér. 10, vol. 8, p. 457-465.
- Beier, 1957 : Pseudoscorpionida. Insects of Micronesia, vol. 3, p. 1-64 (texte intégral).
- Harvey, 1992 : The phylogeny and classification of the Pseudoscorpionida (Chelicerata: Arachnida). Invertebrate Taxonomy, vol. 6, p. 1373-1435.